# Attila-vonal
Az Attila-vonal egy Budapest keleti oldalán, 1944 őszén kiépített védelmi rendszer volt a szovjet előrenyomulás megakadályozására. Három sorból állt. Az első Alsógöd–Csomád–Veresegyház–Maglód–Ecser–Dunaharaszti vonalában, a második Dunakeszi–Mogyoród–Isaszeg–Pécel–Pestszentimre–Soroksár vonalában, a harmadik e mögött 5-10 kilométerre húzódott.
Az Attila-vonalat kényszermunkában építették katonák, leventék és civilek, férfiak és nők, magyarok, lengyelek, majd később zsidó munkaszolgálatosok. A vonal áttöréséért a szovjet csapatok nehéz harcokat vívtak 1944. november 4. és december 28. között.

## Elhelyezkedése és szerepe
1944. szeptember 22-étől építették ki. Szárnyaival a Dunára támaszkodott, összekötötte a Karola-vonalat a Margit-vonallal. Három védőövből állt. A budai oldalra nem terjedt ki. Kiépítéséhez I. világháborús terveket is felhasználtak. Nem épült ki teljesen, katona, idő, technikai eszköz és fegyver hiányában. Védelmét magyar és német csapatok közösen látták el. Déli szektorában állították meg a 46. számú hadsereg offenzíváját 1944. november elején. A szovjet-román csapatok 1944. november-december folyamán csak lépésről lépésre tudták magukat „átrágni” rajta.

## Ajánlott irodalom
- Tóth Sándor: Budapest felszabadítása. Budapest, 1975.
- Mihályi Balázs: Budapest ostroma és az Attila-vonal térképeken. Magyarok a II. világháborúban CD-rom, szakkönyvgyűjtemény, Arcanum, 2004 (ISBN: 963 9374 88 1)